# Canelinha
Canelinha är en kommun i Brasilien.   Den ligger i delstaten Santa Catarina, i den södra delen av landet, 1 300 km söder om huvudstaden Brasília. Antalet invånare är 10 603.
I omgivningarna runt Canelinha växer i huvudsak städsegrön lövskog. Runt Canelinha är det ganska tätbefolkat, med 75 invånare per kvadratkilometer.